# Jogos do Mediterrâneo de 1967
Os Jogos do Mediterrâneo foram realizados em Tunes (Tunísia), de 8 a 17 de setembro de 1967. Para esta edição foi construído o Complexo Desportivo El Menzah, composto por um estádio, um ginásio de esportes e uma piscina.
As grandes novidades dos V Jogos do Mediterrâneo foram a primeira participação de mulheres e o uso de métodos anti-doping. A Itália ficou na primeira colocação do Quadro de Medalhas, seguido da Iugoslávia e Espanha. Participaram um total de 1.249 atletas, sendo eles, 1.211 homens e 38 mulheres, representando 12 países.

## Medalhas
| Ordem | País       | Medalha de ouro | Medalha de prata | Medalha de bronze | Total |
| ----- | ---------- | --------------- | ---------------- | ----------------- | ----- |
| 1     | Itália     | 35              | 26               | 22                | 83    |
| 2     | Iugoslávia | 15              | 16               | 5                 | 36    |
| 3     | Espanha    | 10              | 14               | 27                | 51    |
| 4     | Turquia    | 9               | 9                | 6                 | 24    |
| 5     | França     | 7               | 4                | 4                 | 15    |
| 6     | Tunísia    | 5               | 9                | 11                | 25    |
| 7     | Grécia     | 5               | 6                | 12                | 23    |
| 8     | Marrocos   | 1               | 1                | 3                 | 5     |
| 9     | Argélia    | 0               | 0                | 3                 | 3     |
| 10    | Líbia      | 0               | 0                | 2                 | 2     |
| 11    | Líbano     | 0               | 0                | 1                 | 1     |